# ماری (فیلم ۲۰۱۵)
ماری (به تامیلی: Maari) فیلمی محصول سال ۲۰۱۵ و به کارگردانی بالاجی موهان است. در این فیلم بازیگرانی همچون دنوش، کجال آگاروال، ویجی یسوداس، روبو شانکار، کالی ونکات، کالوری وینوت و میمه گوپی ایفای نقش کرده‌اند.
ماری ۲ دنباله این فیلم است.